# Pfynwald

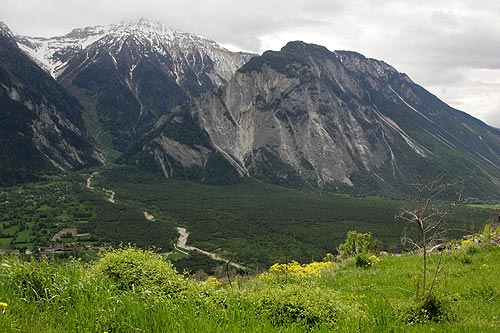
Pfynwald

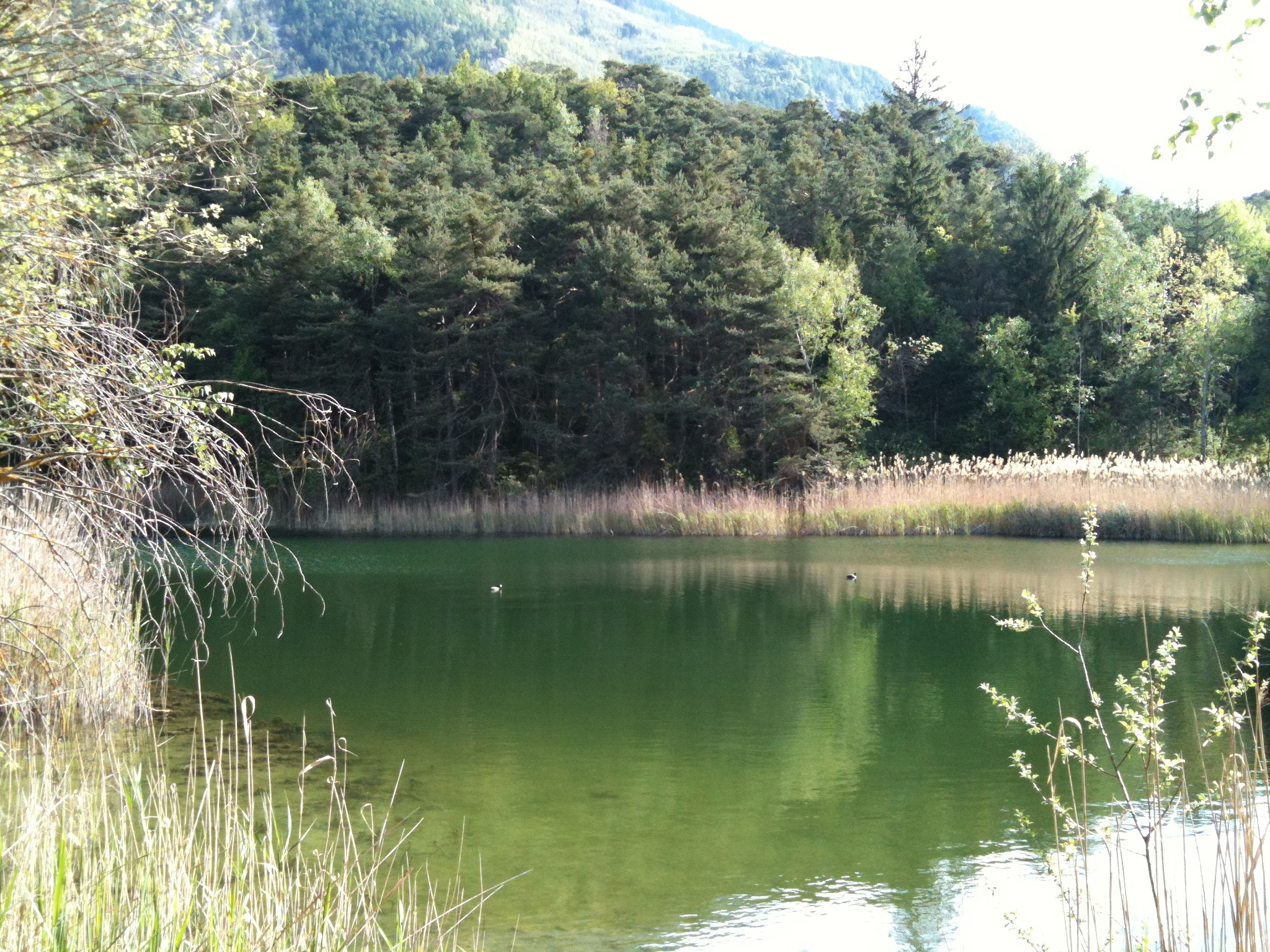
Weiher im Pfynwald

Der Pfynwald [ˈpfiːnˌvald] (französisch forêt de Finges oder bois de Finges) ist einer der grössten zusammenhängenden Föhrenwälder der Alpen und zugleich ein Naturschutzgebiet von nationaler Bedeutung, das sich zwischen Leuk und Siders im Schweizer Kanton Wallis erstreckt.
In vergangenen Zeiten war die Gegend gefürchtet, da Räuber ihr Unwesen in den Wäldern trieben. So zogen es die Händler und Reisenden vor, den Weg über Salgesch und Varen über die tiefe Dalaschlucht nach Leuk zu nehmen.
Heute pflegen Umweltschutzverbände dieses Stück Natur. Ein Naturlehrpfad führt zu den interessantesten Plätzen im Schutzgebiet Pfynwald und gibt Aufschluss über die Tier- und Pflanzenwelt sowie die Schutzmassnahmen zu ihrer Erhaltung. Das geplante Autobahnteilstück der A9 soll weitgehend unterirdisch durch den Pfynwald geführt werden. Der Kanal der Rhonewerke AG, der mitten durch den Pfynwald gebaut wurde, stösst auf heftige Kritik bei der einheimischen Bevölkerung, Spaziergängern und Umweltschützern, da die steil abfallenden, glatten Betonwände das Gewässer im Kanal für Mensch und Tier zu einer Gefahr machen.
Der Pfynwald ist die Sprachgrenze zwischen dem frankophonen Unter- und Mittelwallis und dem deutschsprachigen Oberwallis.